# Guido De Angelis
Guido De Angelis (Rocca di Papa, 22 dicembre 1944) è un cantautore, compositore e arrangiatore italiano.
Con il fratello Maurizio De Angelis ha creato il duo degli Oliver Onions, e hanno composto insieme molte colonne sonore.

## Biografia
Dopo il diploma in flauto, forma con il fratello il gruppo dei Black Stones, che diventa in seguito The G & M; nello stesso periodo incomincia l'attività di session man per l'RCA Italiana. Incomincia poi l'attività di arrangiatore (per artisti come Lucio Dalla e Gabriella Ferri) e di autore di colonne sonore, usando a volte lo pseudonimo Oliver Onions.
Ha pubblicato nel 2006 l'album Le mie emozioni, in cui rilegge in maniera personale alcune tra le più note canzoni d'autore italiane (da Io che amo solo te di Sergio Endrigo a La canzone dell'amore perduto di Fabrizio De André), due canzoni estere, Le plat pays di Jacques Brel e What a Wonderful World portata al successo da Louis Armstrong e un brano scritto da lui e dal fratello su testo di Cesare De Natale e Dandylion. Nel disco ha suonato la chitarra il fratello Maurizio. Ha composto insieme con suo fratello la canzone "Banana Joe", su testo di Amerigo Paolo Cassella e Cesare De Natale e interpretata da tutti i gruppi di cantanti.
È coautore delle musiche delle fiction Incantesimo, Il maresciallo Rocca e Il maresciallo Rocca e l'amico d'infanzia. Nel 2012 ha prodotto insieme con Marco e Nicola De Angelis la fiction Rai La vita che corre con Barbara De Rossi, Enzo Decaro e la regia di Fabrizio Costa. Suo fratello Maurizio ha composto e cantato la colonna sonora My son.

## Discografia

### Discografia solista
Album in studio
- 2006 - Le mie emozioni

## Canzoni scritte per altri artisti
Dove non specificato diversamente, è autore del testo e della musica
- 1968 - The Showmen Di questo amore non parlo mai (musica di Vito Tommaso)
- 1968 - The Showmen Voglio restare solo (musica di Vito Tommaso)
- 1969 - Beans Occhi buoni (con il fratello Maurizio)
- 1969 - Tony Raico Fortuna per te, fortuna per me
- 1970 - Angela Bini Tu felicità (con il fratello Maurizio)
- 1971 - Gene Roman Trinity stand tall/Remember (con il fratello Maurizio)
- 1974 - Patrizio Sandrelli Don't Lose control (con il fratello Maurizio)